# Cantón Aguarico
Cantón Aguarico är en kanton i Ecuador.   Den ligger i provinsen Orellana, i den östra delen av landet, 400 km öster om huvudstaden Quito. Antalet invånare är 4 658. Arean är 11 358 kvadratkilometer.
Terrängen i Cantón Aguarico är platt.